# Hotarz
Hotarz – las na północnych zboczach Czerwonego Wierchu w polskich Tatrach Zachodnich.

## Opis ogólny
Hotarz porasta obszar w grzbiecie Łopaty rozdzielającym Dolinę Jarząbczą od Doliny Chochołowskiej Wyżniej. Nazwa pochodzi od słowa hotar, które w góralskiej gwarze oznacza po prostu duży kawał pola, lasu, a nawet duże gospodarstwo. Hotarz to dobrze zachowany pierwotny las świerkowy. Są w nim drzewa liczące ok. 500 lat. Las znajduje się na obszarze ochrony ścisłej TPN.